# Immunfluoreszenz
Die Immunfluoreszenz (auch Immunofluoreszenz; Abkürzung IF) ist eine biochemische und medizinische Analysemethode. Hierbei werden Antigene mittels Antikörpern, an die ein Fluorochrom (fluoreszierender Farbstoff) gebunden ist, markiert und somit sichtbar gemacht.

## Anwendung
Die Immunfluoreszenz findet unter anderem in der medizinischen Diagnostik, hier vor allem im Rahmen der Immunhistochemie breite Anwendung.
Zwei unterschiedliche Vorgehensweisen werden unterschieden:
- Bei der direkten Immunfluoreszenz (DIF) können Zellbestandteile z. B. aus dem Gewebe eines Patienten nachgewiesen werden, indem auf das zuvor vorbereitete Gewebe Antikörper gegeben werden, die spezifisch (gezielt) mit der Zielstruktur reagieren. Da an diese Antigene ein fluoreszierender Antikörper gebunden ist, können die Strukturen dann unter einem Immunfluoreszensmikroskop sichtbar gemacht werden. Auf diese Weise kann unter anderem Tumorgewebe auf bestimmte Eigenschaften hin untersucht werden. Die DIF wird insbesondere zur Darstellung in vivo gebundener Autoantikörper benutzt und  findet dadurch u. a. Anwendung bei der differentialdiagnostischen Abklärung von Dermatosen wie z. B. dem Bullösen Pemphigoid oder der Kutanen leukozytoklastischen Vaskulitis.
- Bei dem indirekten Immunfluoreszenz-Test (IIFT) wird untersucht, ob im Serum vom Patienten Antikörper vorhanden sind, die gegen ihn selbst gerichtet sind. Diese werden deshalb Autoantikörper genannt. Hierzu wird zunächst ein Substrat benötigt. Dies kann ein Gewebe (z. B. Leber, Niere, Magen) oder aber auch einzelne Zellen (z. B. HEp2-Zellen, Granulozyten) sein. Das Substrat stammt nicht von dem Patienten, sondern z. B. von Nagern oder einer Zellkultur. Auf das Substrat wird im ersten Schritt das Patientenserum gegeben und nach einer Inkubationszeit heruntergewaschen, so dass nur gebundene Antikörper auf dem Substrat verbleiben. Im zweiten Schritt wird dann ein fluorochrommarkierter Antikörper, der an humanen Antikörpern bindet, auf das Substrat gegeben. Haben im ersten Schritt Antikörper an das Substrat gebunden, bindet nun der Zweit-Antikörper an diese. Mittels eines Fluoreszenz-Mikroskops lassen sich die Antikörper nachweisen. Es ergibt sich hierbei ein Fluoreszenz-Muster, das Rückschlüsse auf die Spezifität der Autoantikörper zulässt. So deutet eine homogene Anfärbung des Zellkerns einer HEp2-Zelle auf einen Antikörper hin, der mit einem homogen im Zellkern verteilten Antigen reagiert. Dies ist z. B. bei Antikörpern gegen DNA der Fall. Ziel der ANA-IIFT ist der semiquantitativen Nachweis von Antinukleären Antikörpern zur Diagnostik von systemischen entzündlich-rheumatischen Erkrankungen.